# Monica Carrera Mouriño
Mónica Carrera Mouriño (Puenteareas, Pontevedra, 1977) es una científica española. Su especialidad es la proteómica avanzada y biología de sistemas, en el contexto de la seguridad alimentaria y la alergia de los alimentos de origen marino.

## Trayectoria
Es licenciada en Biología por la Universidad de Vigo (1996-2000), realizó su tesis doctoral sobre proteómica y autentificación de alimentos de origen marino en el Instituto de Investigaciones Marinas (IIM-CSIC) en el año 2008. Realizó su primera estancia posdoctoral en el Institute of Molecular Systems Biology de Zürich durante los años 2008 al 2013. En el año 2013 obtuvo un contrato Marie Curie que desarrolló en el IIM-CSIC durante 2013 a 2015. En el 2015 fue invitada por la empresa Thermo Fisher Scientific para trabajar en California. Posteriormente, en el 2018 obtuvo un contrato como Investigadora Ramón y Cajal en el IIM-CSIC de Vigo. Desde agosto de 2020 es Científica Titular del IIM-CSIC donde está trabajando en la actualidad.
Carrera es experta en Proteómica Bottom-Up y Top-Down para el control de la calidad y seguridad de los alimentos. Su actividad y experiencia científica se  ha visto reflejada con la participación y liderazgo de numerosos proyectos nacionales e internaciones, colabora activamente impartiendo clases oficiales en diferentes programas de Máster y Doctorado, participa en diferentes actividades de divulgación de la ciencia y es consejera de diferentes sociedades internacionales de Proteómica y Alimentos. Es autora de más de 80 publicaciones científicas

## Reconocimientos
- 2009: Premio a la mejor Tesis Doctoral 2009. Diputación de Pontevedra, España.
- 2010: Premio a la mejor publicación científica 2010. Sociedad Española de Proteómica[4] (SEProt).
- 2012: Premio a la mejor moderadora de Congreso. Sociedad Española de Proteómica[4] (SEProt).
- 2016: Premio de Investigación Ernesto Vieitez 2016 a la Mejor Publicación Científica. Real Academia Gallega De Ciencias (RAGC).
- 2017: Distinción honorífica Consejo Superior de Investigaciones Científicas (CSIC).
- 2021: Investigadora Europea Excelente nombrada por la organización AcademiaNet: Berna, Suiza
- 2022: Finalista del Premio Alumni-UVigo 2022 en la categoría de Investigación
- 2023: Premio Alumni-UVigo 2023 en la categoría de Investigación